# التینبرگ ان دیر راکس
التینبرگ ان دیر راکس (به آلمانی: Altenberg an der Rax) یک سکونتگاه مسکونی در اتریش است که در منطقه بروک مورتسوچلاگ واقع شده‌است.

## خصوصیات
التینبرگ ان دیر راکس ۵۷٫۵۶ کیلومترمربع مساحت دارد ۷۸۲ متر بالاتر از سطح دریا واقع شده‌است.